# Sikkimština
Sikkimština (tibetským písmem: འབྲས་ལྗོངས་སྐད་, Wylie: 'bras ljongs skad, dändžongkä – „jazyk údolí rýže“), také nazývaná bhútijá, je jazyk, který patří mezi tibeto-kinnaurské jazyky. Jazyk je používán Sikkimci, též nazývanými Bhútijá či Bhótiá, v indickém státě Sikkim a v severovýchodním Nepálu. 
Sami obyvatelé Sikkimu nazývají svůj kraj Dendžong (tibetským písmem: འབྲས་ལྗོངས་, Wylie: 'bras-ljongs, tedy „údolí rýže“).

## Písmo
K zapisování sikkimštiny se používá tibetské písmo. Sikkimská fonologie a slovní zásoba se nicméně výrazně liší od klasické tibetštiny. SIL International tak popisuje sikkimský písemný systém jako „bodhi styl“. Podle SIL International v roce 2001 68 % sikkimských Bhútiů ovládalo tibetské písmo.

## Sikkimština a její sousedé
Mluvčí sikkimštiny může porozumět jazyku dzongkha (laicky bhútánština, úřední jazyk Bhútánu), protože lexikální podobnost mezi oběma jazyky je přibližně 65 %. Naproti tomu standardní tibetštině je sikkimština lexikálně podobná pouze na cca 42 %. Sikkimština byla také ovlivněna do určité míry sousedními jazyky jolmo a tamang.
Vzhledem k více než staletém úzkém kontaktu s mluvčími nepálštiny a standardní tibetštiny mnoho Sikkimců používá oba zmíněné jazyky v každodenním životě (přestože nepálština patří do úplně jiné jazykové rodiny – mezi indoevropské jazyky).
Sikkimština je úředním jazykem Sikkimu, jednoho z 28 indických svazových států. Tento stát má další tři úřední jazyky – nepálštinu, lapčštinu a angličtinu.